# Sandra Droucker
Sandra Droucker (Drouker ou Droucher) (Saint-Pétersbourg, 7 mai 1876 – Hamar près d'Oslo, 1er avril 1944) est une pianiste, compositrice et pédagogue russe.

## Biographie

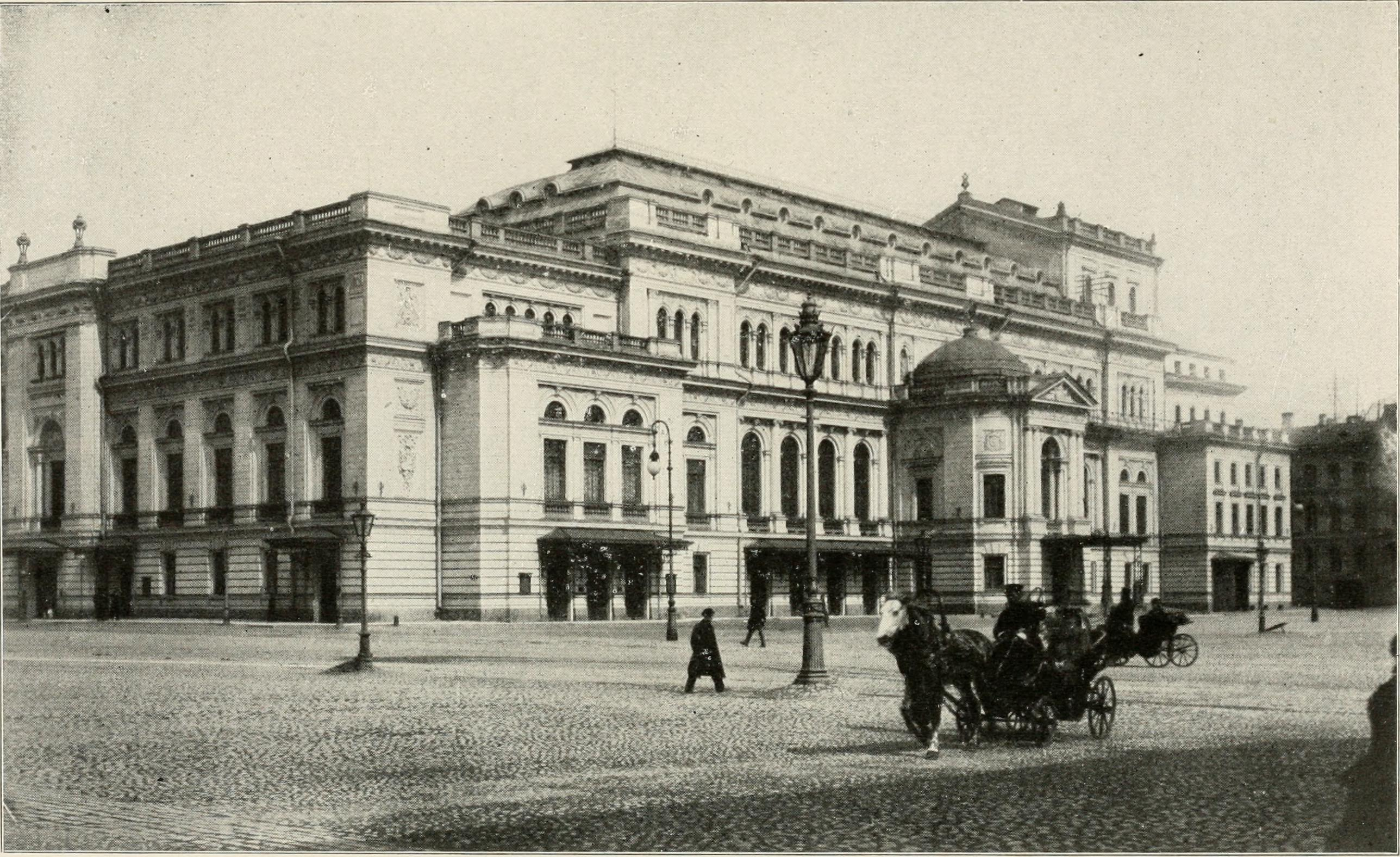
Le Conservatoire de Saint-Pétersbourg (1917).

Sandra Droucker naît à Saint-Pétersbourg, d'un père juif allemand et d'une mère membre de la noblesse russe. Elle étudie la musique au Conservatoire de Saint-Pétersbourg et le piano avec Anton Rubinstein. Elle fait ses débuts en 1894, puis part en tournées à travers l'Europe et en Russie, développant rapidement son propre style en tant que pianiste.
En 1896, Droucker se produit pour la première fois à Berlin, avec des critiques positives. Pendant les années 1880, elle vit à Berlin, tout en continuant sa carrière en tant que concertiste. Entre 1904 et 1906, elle a enseigné à la l'Académie Petersen de musique et au Conservatoire Stern de Berlin. Parmi ses élèves notables, on trouve la compositrice et pianiste  norvégienne, Anne-Marie Ørbeck (1911-1996), Hilde Lange, Leni Dilthey, Marie Silbermann, Delli Georges et Gerda Paucksch. En 1905, Droucker enseigne la musique à la Princesse Victoria-Louise de Prusse.
Droucker, épouse le pianiste autrichien Gottfried Galston en 1910 et change son nom pour Droucker-Galston. Le couple s'installe à Munich. Le mariage dure jusqu'en 1918. En 1926, Droucker retourne à Berlin ; cependant, après 1933, elle quitte l'Allemagne en raison de son héritage Juif et s'installe à Oslo, pour finalement devenir un citoyenne norvégienne en 1938.
Au cours de ces années, Droucker donne des conférences sur la musique lors de concerts, pour parler de l'histoire de la musique et de sujets similaires. Elle meurt en 1944 à l'Hôpital de la Croix Rouge Hamar, près d'Oslo.

## Œuvres
L'ensemble des compositions de Droucker est assez réduit, puisqu'elle était surtout interprète et pédagogue. Un certain nombre d'enregistrements sonores de ses concerts sont disponibles.
- Mazurka
- Deux Pièces pour les enfants
- François Couperin, 12 Pièces pour piano, édité par Sandra Droucker (Universal Edition, 1925)

Elle a « gravé » aussi quelques rouleaux pour Welte-Mignon :
- Beethoven, Sonate op. 57 : Andante con moto, Allegro ma non troppo presto (c.1913) (OCLC 796352693)
- Beethoven, Sonate pour piano op. 81a (OCLC 431717162)
- Beethoven, Sonate op. 111 (OCLC 431719250)
- Brahms, Variation sur un thème de Paganini (c.1913) (OCLC 796352644)
- Chopin, Scherzo op. 39 (3 mars 1905, Welte-Mignon 265) (OCLC 904413775)
- Chopin, Nocturne op. 37 (3 mars 1905, Welte-Mignon 266)
- Liszt, Gnomenreigen (3 mars 1905, Welte-Mignon 274) (OCLC 904413975)
- Franck, Prélude, Choral et fugue (c.1913) (OCLC 796352637)
- Rubinstein, Barcarolle no 2, op. 50 (3 mars 1905, Welte-Mignon 272)
- Schumann, Arabesque, op. 18 (3 mars 1905, Welte-Mignon 270) (OCLC 904413776)
- Schumann, Étude pour piano à pédale, op. 56 nos 4 & 3 (3 mars 1905, Welte-Mignon 267 et 269)
- Schumann, Fantasiestücke, 12 no 5 (3 mars 1905, Welte-Mignon 276)
- Tchaïkovski, Moment lyrique (3 mars 1905, Welte-Mignon 271)

Écrit :
- Erinnerungen an Anton Rubinstein « Souvenirs d'Anton Rubinstein : Commentaires, suggestions et discussions (avec de nombreux exemples musicaux) dans sa classe au Conservatoire de Saint-Pétersbourg ». Leipzig: Bartholf Senff, 1904 (OCLC 253451673).